# Ippolito (Euripide)
Ippolito è una tragedia di Euripide, rappresentata per la prima volta ad Atene, alle Grandi Dionisie del 428 a.C., dove vinse il primo premio. Il suo titolo completo è Ippolito coronato (Ἱππόλυτος στεφανοφόρος / Hippólytos stephanophóros), per distinguerla da una precedente tragedia euripidea (oggi perduta), l'Ippolito velato, di cui il Coronato è un rifacimento.

## Trama
Ippolito, figlio di Teseo, re di Atene, e della regina delle Amazzoni, è un giovane che si dedica esclusivamente alla caccia e al culto di Artemide, trascurando completamente tutto ciò che riguarda la vita comunitaria e la sessualità, andando anzi orgoglioso della propria verginità. Per tale motivo Afrodite decide di punirlo suscitando in Fedra (seconda moglie di Teseo e quindi matrigna di Ippolito) una insana passione per il giovane.
Questo sentimento fa apparire Fedra sconvolta e malata agli occhi degli altri. Dietro le insistenze della Nutrice perché riveli la causa del suo malessere, Fedra è costretta a rivelare il suo segreto. La Nutrice, tentando in buona fede di aiutare Fedra, lo rivela a Ippolito, imponendogli il giuramento di non farne parola con nessuno. La reazione del giovane è rabbiosa e offensiva, al punto che Fedra, sentendosi umiliata, decide di darsi la morte. Prima di impiccarsi lascia, per salvare il suo onore, un biglietto in cui accusa Ippolito di averla violentata.
Quando Teseo, tornato da fuori città, scopre il cadavere della moglie e il biglietto, invocando Poseidone lancia un anatema mortale nei confronti di Ippolito. Il giovane dice al re di non avere alcuna responsabilità, ma non può raccontare l'intera storia perché vincolato dal giuramento fatto alla Nutrice. Teseo non gli crede e lo bandisce da Atene. Mentre Ippolito sta lasciando la città su un carro con i suoi compagni, la maledizione puntualmente si compie: un toro mostruoso uscito dal mare fa imbizzarrire i cavalli, che fanno schiantare il carro contro le rocce.
Ippolito viene riportato agonizzante a Trezene, dove appare Artemide ex machina. La dea espone a Teseo la verità sui fatti, dimostrando quindi l'innocenza di Ippolito. Il re si rivolge allora al figlio, ottenendone in punto di morte il perdono.

## Commento

### L'antisocialità di Ippolito e Fedra
Tanto Ippolito quanto Fedra (personaggi che, pur determinando l'uno le vicende dell'altro, non si incontrano mai) pongono in essere atteggiamenti che mettono in discussione il valore fondante della famiglia, e sono dunque entrambi destinati ad una sorte infausta.
I due vengono traditi da coloro che hanno di più caro e fidato: Fedra dalla nutrice e Ippolito da Teseo e Artemide, a sottolineare l'inconsistenza delle pur poche certezze umane sulla vita. In particolare, il tradimento di Teseo è una colpa di incomunicabilità, che Euripide volle mettere in evidenza con la caratterizzazione inedita del classico eroe ateniese come portatore di un comportamento dagli altissimi rischi sociali. Il tradimento di Artemide sta invece nell'indifferenza con cui la dea accoglie la morte del suo devoto Ippolito: essa lascia la scena, perché la visione di un decesso non si addice a una divinità e con ciò rimarcando la sostanziale distanza degli dei dal mondo degli uomini.
Il testo contiene anche un messaggio antisocratico, in antitesi rispetto all'intellettualismo etico propugnato da Socrate secondo cui chi conosce il bene non può che farlo. Alla rivelazione di Fedra riguardo alla propria passione illecita, la Nutrice osserva: «Anche le persone sagge e virtuose, non per loro volere, ma amano il male» (358-59). Euripide organizza attorno all'eros un nucleo di esperienze e di forze psichiche per cui valgono norme diverse da quelle razionali.
Nella misoginia di Ippolito e nella sua invettiva contro il genere femminile si legge una critica a un atteggiamento diffuso nella Grecia del V secolo a.C. che screditava le donne. Spesso è stato attribuito un giudizio del genere allo stesso Euripide, ma nei suoi drammi egli attribuisce sempre discorsi misogini a personaggi negativi (Ippolito o il Giasone della Medea), mentre nelle trame dei suoi drammi attua invece una difesa appassionata delle donne e una critica alla loro situazione sociale.

### La polarità corpo-spirito e la follia di Fedra
La bellezza poetica del personaggio di Fedra è una tra le più sconvolgenti dell'intera letteratura greca, per profondità ed introspezione. Il sentimento amoroso di Fedra diviene il simbolo della negazione dello spirito, il primo dei due poli fondamentali entro i quali si muove la natura dell'essere umano.  Il principio antagonista trova invece completa rappresentazione drammatica nel personaggio di Ippolito, che rifiuta la corporeità. Anche in questo caso Euripide descrive una umanità mutila e irreale: Euripide non identifica Fedra con il male ed Ippolito con il bene, perché entrambe le forme di allontanamento dalla completezza umana sono per Euripide ugualmente colpevoli.  Il male, dunque, risiede nella mutilazione spirituale, nel volontario rifiuto di uno dei due poli necessari all'equilibrio della natura. Esiste piuttosto, nell'Ippolito, un terzo personaggio, cui è affidato il compito di impersonare il bene: è Teseo, nel quale Euripide ha condensato tutti i valori positivi della natura umana, che toccano il loro vertice nella generosa accettazione dell'errore. 
L'amore di Fedra per Ippolito è un amore folle, a cui ella può sottrarsi solo con la morte. Fedra afferma disperatamente: 
(vv. 392-393.395)
Quando Fedra parla con la nutrice dell'amore, questo per lei è solo dolore: 
(v. 349)
Quando parla alle donne di Trezene, il proposito di suicidarsi è ormai chiaro nella sua mente:
(vv. 419-420)
Fedra per riscattarsi accusa di stupro Ippolito, che non ha compassione per il tormento della matrigna, ma anzi la ferisce profondamente. 

### Il motivo di Potifar
L'argomento trattato dalla tragedia riprende un argomento ricorrente in molti racconti folklorici, il cosiddetto motivo di Potifar (da un episodio biblico della Genesi, in cui la moglie dell'egiziano Potifar, respinta da Giuseppe, lo accusa di averle usato violenza). Euripide tuttavia sviluppa in maniera originale tale motivo, poiché l'attenzione non viene posta tanto sul tentativo di seduzione, quanto sul tormento interiore della donna.

## Personaggi

### Fedra
Non si conosce letteratura precedente alla tragedia euripidea sul mito di Fedra, mentre sono meglio noti nella mitologia altri illustri componenti della sua famiglia: il padre Minosse, re di Creta, la madre Pasifae, la sorella Arianna. Fa parte di una famiglia di maghe, discendenti della stirpe del Sole (sua zia è Circe, sua cugina Medea), ma Euripide non fa alcuna allusione al suo possibile retroterra sinistro, facendone una donna onesta e virtuosa.
Fedra è scossa da forti tensioni contrapposte: da una parte vi sono i doveri di fedeltà nei confronti della famiglia, dall'altra la pulsione irresistibile per Ippolito che Afrodite ha scatenato in lei. È una donna dilaniata, sconvolta, dominata da una forza oscura che la fa apparire delirante e fuori di sé. Tutto questo rende Fedra uno dei più grandi personaggi tragici, perché, pur non avendo alcuna colpa (è stata la volontà quasi capricciosa di una dea ad accendere la passione per il figliastro), in lei vive un continuo conflitto tra ragione e passione.

### Ippolito
Ippolito è completamente dedito alla caccia e alla vita a contatto con la natura, che rifiuta la propria corporeità per vivere di sola spiritualità e della vicinanza con la dea Artemide. Appare come un giovane che non desidera entrare nel mondo degli adulti, poiché non accetta l'ingresso nella sessualità, con il matrimonio e la famiglia. Questi valori sono disprezzati da Ippolito, fiero del suo essere vergine e quindi ben lontano dal sentire comune alla maggioranza degli uomini. Tale atteggiamento superbo costituisce un atto di hybris, ossia la tracotanza di chi non accetta di sottostare alle leggi della natura. La sua punizione lo costringe a un totale recupero della fisicità: se in vita negava l'istanza corporale, la morte provocata dallo straziamento sulle rocce lo riduce solo a un mucchio di carne.

### Teseo
Teseo è il mitico re ateniese autore del sinecismo dei villaggi dell'Attica nella città di Atene. Rappresenta tradizionalmente l'eroe "apritore di strade", il campione della comunicazione, perciò dell'ascolto delle ragioni, della comprensione, della difesa dei più deboli, tanto amato dagli ateniesi da venir considerato il fondatore della democrazia (cosa storicamente falsa).
Nella caratterizzazione datagli da Euripide colpisce invece in primo luogo la sua impulsività, che lo induce a non ascoltare le ragioni di Ippolito e ad agire con irruenza e intransigenza contro il figlio.

### La nutrice
La nutrice è espressione della medietas, il sentire comune armato di buoni sentimenti e intenzioni. Le sue battute procedono spesso per luoghi comuni, argomenti tipici della mentalità popolare, e con un linguaggio semplice, spesso rivolgendosi a Fedra come se fosse ancora la bambina che ha allattato e allevato.